# Madecorphnus peyrierasi
Madecorphnus peyrierasi är en skalbaggsart som beskrevs av Frolov 2010. Madecorphnus peyrierasi ingår i släktet Madecorphnus och familjen Orphnidae. Inga underarter finns listade i Catalogue of Life.